# Coppa Europa di sci alpino 1997
La Coppa Europa di sci alpino 1997 fu la 26ª edizione della manifestazione organizzata dalla Federazione Internazionale Sci.
La stagione maschile iniziò il 5 dicembre 1996 a Valloire, in Francia, e si concluse il 7 marzo 1997 a Les Arcs, ancora in Francia; furono disputate 34 gare (9 discese libere, 6 supergiganti, 9 slalom giganti, 10 slalom speciali), in 16 diverse località. L'austriaco Stephan Eberharter si aggiudicò sia la classifica generale, sia quelle di discesa libera e di supergigante; il suo connazionale Heinz Schilchegger vinse quella di slalom gigante e i francesi Joël Chenal e Richard Gravier, a pari merito, quella di slalom speciale. L'austriaco Hermann Maier era il detentore uscente della Coppa generale.
La stagione femminile iniziò il 7 dicembre 1996 a Špindlerův Mlýn, in Repubblica Ceca, e si concluse il 7 marzo 1997 a Les Arcs, in Francia; furono disputate 33 gare (8 discese libere, 7 supergiganti, 9 slalom giganti, 9 slalom speciali), in 13 diverse località. L'austriaca Marianna Salchinger si aggiudicò sia la classifica generale, sia quelle di discesa libera e di supergigante; la francese Ingrid Jacquemod vinse quella di slalom gigante e la norvegese Trine Bakke quella di slalom speciale. La svizzera Sylviane Berthod e la russa Svetlana Gladyševa erano, a pari merito, le detentrici uscenti della Coppa generale.

## Uomini

### Risultati
| Data             | Località        | Nazione    | Spec. | Primo                               | Secondo                                   | Terzo                    |
| ---------------- | --------------- | ---------- | ----- | ----------------------------------- | ----------------------------------------- | ------------------------ |
| 5 dicembre 1996  | Valloire        | Francia    | GS    | Heinz Schilchegger                  | Jesper Brugge                             | Benjamin Raich           |
| 6 dicembre 1996  | Valloire        | Francia    | GS    | Heinz Schilchegger                  | Ian Piccard                               | Hans Petter Buraas       |
| 8 dicembre 1996  | Serre Chevalier | Francia    | SL    | Matt Grosjean                       | Max Ancenay                               | Matej Jovan              |
| 9 dicembre 1996  | Serre Chevalier | Francia    | SL    | Martin Hansson                      | Kiminobu Kimura                           | Matt Grosjean            |
| 11 dicembre 1996 | Obereggen       | Italia     | SG    | Stephan Eberharter                  | Jeff Piccard                              | Christian Greber         |
| 18 dicembre 1996 | Haus            | Austria    | DH    | Christian Greber                    | Edi Dreschl                               | Michael Walchhofer       |
| 19 dicembre 1996 | Haus            | Austria    | DH    | Peter Pen                           | Ambrosi Hoffmann                          | Christian Greber         |
| 20 dicembre 1996 | Haus            | Austria    | SG    | Stephan Eberharter Patrick Wirth    |                                           | Frédéric Marin-Cudraz    |
| 8 gennaio 1997   | Kranjska Gora   | Slovenia   | GS    | Heinz Schilchegger                  | Harald Christian Strand Nilsen            | Stefan Curra             |
| 8 gennaio 1997   | Kranjska Gora   | Slovenia   | SL    | Andrej Miklavc                      | Kiminobu Kimura                           | Mika Marila              |
| 10 gennaio 1997  | Donnersbachwald | Austria    | SL    | Hans Petter Buraas                  | Simone Vicquery                           | Pierre Violon            |
| 11 gennaio 1997  | Donnersbachwald | Austria    | SL    | Kalle Palander                      | Benjamin Raich                            | Hans Petter Buraas       |
| 16 gennaio 1997  | Adelboden       | Svizzera   | GS    | Fredrik Nyberg                      | Alois Vogl                                | Jernej Koblar            |
| 17 gennaio 1997  | Adelboden       | Svizzera   | GS    | Marco Büchel                        | Johan Wallner                             | Stephan Eberharter       |
| 25 gennaio 1997  | Sestriere       | Italia     | DH    | Michael Walchhofer                  | Stephan Eberharter                        | Urs Lehmann              |
| 27 gennaio 1997  | Val-d'Isère     | Francia    | SG    | Jernej Koblar                       | Daron Rahlves                             | Stephan Eberharter       |
| 29 gennaio 1997  | Val-d'Isère     | Francia    | DH    | Urs Lehmann                         | Graydon Oldfield                          | Stephan Eberharter       |
| 30 gennaio 1997  | Val-d'Isère     | Francia    | DH    | Kevin Wert                          | Jason Rosener                             | Urs Lehmann              |
| 4 febbraio 1997  | La Thuile       | Italia     | DH    | Roland Assinger                     | Christian Greber                          | Stephan Eberharter       |
| 5 febbraio 1997  | La Thuile       | Italia     | DH    | Roland Assinger                     | Christian Greber                          | Hermann Maier            |
| 6 febbraio 1997  | La Thuile       | Italia     | SG    | Rainer Salzgeber                    | Erik Seletto                              | Jeff Piccard             |
| 7 febbraio 1997  | La Thuile       | Italia     | SG    | Erik Seletto                        | Hermann Maier                             | Sébastien Fournier-Bidoz |
| 11 febbraio 1997 | Sella Nevea     | Italia     | GS    | Heinz Schilchegger                  | Matteo Belfrond                           | Frédéric Covili          |
| 12 febbraio 1997 | Sella Nevea     | Italia     | GS    | Bernhard Knauß                      | Heinz Schilchegger                        | Matteo Belfrond          |
| 13 febbraio 1997 | Sella Nevea     | Italia     | SL    | Éric Rolland                        | Joël Chenal                               | Richard Gravier          |
| 16 febbraio 1997 | Missen          | Germania   | SL    | Pierre Violon                       | Joël Chenal                               | Simone Vicquery          |
| 18 febbraio 1997 | Altaussee       | Austria    | GS    | Bernhard Knauß                      | Heinz Schilchegger                        | Arnold Rieder            |
| 23 febbraio 1997 | Krompachy       | Slovacchia | SL    | François Simond                     | Pierre Violon                             | Kévin Page               |
| 24 febbraio 1997 | Krompachy       | Slovacchia | SL    | François Simond                     | Benjamin Raich                            | Simone Vicquery          |
| 1º marzo 1997    | Sankt Moritz    | Svizzera   | DH    | Stephan Eberharter Ambrosi Hoffmann |                                           | Daniel Dorigo            |
| 2 marzo 1997     | Sankt Moritz    | Svizzera   | DH    | Stephan Eberharter                  | Christian Forrer                          | Lorenzo Galli            |
| 3 marzo 1997     | Sankt Moritz    | Svizzera   | SG    | Stephan Eberharter                  | Sébastien Fournier-Bidoz Rainer Salzgeber |                          |
| 6 marzo 1997     | Les Arcs        | Francia    | GS    | Stephan Eberharter                  | Arnold Rieder                             | Alexander Prosch         |
| 7 marzo 1997     | Les Arcs        | Francia    | SL    | Gaëtan Llorach                      | Angelo Weiss                              | Richard Gravier          |

Legenda:

DH = discesa libera

SG = supergigante

GS = slalom gigante

SL = slalom speciale

### Classifiche

#### Generale
| Pos. | Nome               | Nazione  | Punti |
| ---- | ------------------ | -------- | ----- |
| 1    | Stephan Eberharter | Austria  | 1309  |
| 2    | Christian Greber   | Austria  | 770   |
| 3    | Heinz Schilchegger | Austria  | 599   |
| 4    | Joël Chenal        | Francia  | 544   |
| 5    | Ulrich Perathoner  | Italia   | 446   |
| 6    | Jeff Piccard       | Francia  | 439   |
| 7    | Hans Petter Buraas | Norvegia | 438   |
| 8    | Benjamin Raich     | Austria  | 421   |
| 9    | Ambrosi Hoffmann   | Svizzera | 399   |
| 10   | Michael Walchhofer | Austria  | 391   |

#### Discesa libera
| Pos. | Nome               | Nazione  | Punti |
| ---- | ------------------ | -------- | ----- |
| 1    | Stephan Eberharter | Austria  | 493   |
| 2    | Christian Greber   | Austria  | 459   |
| 3    | Ambrosi Hoffmann   | Svizzera | 355   |
| 4    | Lorenzo Galli      | Italia   | 287   |
| 5    | Edi Dreschl        | Austria  | 275   |

#### Supergigante
| Pos. | Nome                     | Nazione | Punti |
| ---- | ------------------------ | ------- | ----- |
| 1    | Stephan Eberharter       | Austria | 422   |
| 2    | Rainer Salzgeber         | Austria | 306   |
| 3    | Sébastien Fournier-Bidoz | Francia | 214   |
| 4    | Christian Greber         | Austria | 192   |
| 5    | Jeff Piccard             | Francia | 185   |

#### Slalom gigante
| Pos. | Nome               | Nazione  | Punti |
| ---- | ------------------ | -------- | ----- |
| 1    | Heinz Schilchegger | Austria  | 560   |
| 2    | Stephan Eberharter | Austria  | 394   |
| 3    | Arnold Rieder      | Italia   | 275   |
| 4    | Bernhard Knauß     | Slovenia | 250   |
| 5    | Stefan Curra       | Austria  | 236   |

#### Slalom speciale
| Pos. | Nome            | Nazione | Punti |
| ---- | --------------- | ------- | ----- |
| 1    | Joël Chenal     | Francia | 356   |
| 1    | Richard Gravier | Francia | 356   |
| 3    | Pierre Violon   | Francia | 355   |
| 4    | Simone Vicquery | Italia  | 338   |
| 5    | Benjamin Raich  | Austria | 329   |

## Donne

### Risultati
| Data             | Località        | Nazione   | Spec. | Prima                    | Seconda                             | Terza                      |
| ---------------- | --------------- | --------- | ----- | ------------------------ | ----------------------------------- | -------------------------- |
| 7 dicembre 1996  | Špindlerův Mlýn | Rep. Ceca | SL    | Elfi Eder                | Veronika Kappaurer                  | Linda Ydeskog              |
| 8 dicembre 1996  | Špindlerův Mlýn | Rep. Ceca | SL    | Elfi Eder                | Linda Ydeskog                       | Zali Steggall              |
| 12 dicembre 1996 | Sankt Sebastian | Austria   | GS    | Sandra Hälldahl          | Ingrid Jacquemod                    | Tiziana De Martin Tropanin |
| 13 dicembre 1996 | Sankt Sebastian | Austria   | GS    | Ingrid Jacquemod         | Ingrid Helander                     | Katja Koren                |
| 18 dicembre 1996 | Haus            | Austria   | DH    | Marianna Salchinger      | Selina Heregger                     | Veronika Thanner           |
| 19 dicembre 1996 | Haus            | Austria   | DH    | Marianna Salchinger      | Selina Heregger                     | Merete Fjeldavlie          |
| 20 dicembre 1996 | Haus            | Austria   | SG    | Marianna Salchinger      | Ruth Kündig                         | Ashley Davenport           |
| 8 gennaio 1997   | Tignes          | Francia   | DH    | Anna Larionova           | Marianna Salchinger                 | Daniela Ceccarelli         |
| 9 gennaio 1997   | Tignes          | Francia   | DH    | Elena Tagliabue          | Anna Larionova                      | Daniela Ceccarelli         |
| 10 gennaio 1997  | Tignes          | Francia   | SG    | Elena Tagliabue          | Marianna Salchinger                 | Daniela Ceccarelli         |
| 14 gennaio 1997  | Pra Loup        | Francia   | DH    | Anna Larionova           | Marianna Salchinger                 | Daniela Ceccarelli         |
| 15 gennaio 1997  | Pra Loup        | Francia   | DH    | Marianna Salchinger      | Daniela Ceccarelli                  | Brigitte Obermoser         |
| 16 gennaio 1997  | Pra Loup        | Francia   | SG    | Marianna Salchinger      | Elena Tagliabue                     | Paola Mosca Barberis       |
| 17 gennaio 1997  | Pra Loup        | Francia   | SG    | Paola Mosca Barberis     | Marianna Salchinger                 | Andreja Potisk Ribič       |
| 21 gennaio 1997  | Bischofswiesen  | Germania  | GS    | Ana Galindo              | Tiziana De Martin Tropanin          | Ingrid Jacquemod           |
| 22 gennaio 1997  | Bischofswiesen  | Germania  | GS    | Ana Galindo              | Ingrid Jacquemod                    | Kirsten Clark              |
| 24 gennaio 1997  | Annaberg        | Austria   | SL    | Nataša Bokal             | Mónica Bosch                        | Martina Accola             |
| 25 gennaio 1997  | Annaberg        | Austria   | SL    | Nataša Bokal             | Martina Accola                      | Trine Bakke                |
| 28 gennaio 1997  | Rogla           | Slovenia  | GS    | Sandra Hälldahl          | Martina Fortkord                    | Merete Fjeldavlie          |
| 29 gennaio 1997  | Rogla           | Slovenia  | SL    | Trine Bakke              | Sandra Hälldahl                     | Linda Ydeskog              |
| 7 febbraio 1997  | Sankt Moritz    | Svizzera  | DH    | Kate Pace                | Paola Mosca Barberis                | Anna Larionova             |
| 8 febbraio 1997  | Sankt Moritz    | Svizzera  | DH    | Anna Larionova           | Mélanie Suchet                      | Sovrana Welf               |
| 9 febbraio 1997  | Sankt Moritz    | Svizzera  | SG    | Marianne Bréchu          | Marianna Salchinger Elena Tagliabue |                            |
| 10 febbraio 1997 | Crans-Montana   | Svizzera  | GS    | Fujiko Sekino            | Ingrid Jacquemod                    | Tanja Poutiainen           |
| 11 febbraio 1997 | Crans-Montana   | Svizzera  | GS    | Ylva Nowén               | Tanja Poutiainen                    | Fujiko Sekino              |
| 14 febbraio 1997 | Abetone         | Italia    | GS    | Sonia Viérin             | Annemarie Gerg                      | Ylva Nowén                 |
| 19 febbraio 1997 | Abetone         | Italia    | SL    | Martina Accola           | Trine Bakke                         | Zali Steggall              |
| 17 febbraio 1997 | Astún/Candanchú | Spagna    | SL    | Sibylle Brauner          | Nataša Bokal                        | Christel Pascal            |
| 18 febbraio 1997 | Astún/Candanchú | Spagna    | SL    | Trine Bakke              | Sibylle Brauner                     | Mónica Bosch               |
| 5 marzo 1997     | Les Arcs        | Francia   | SG    | Sophie Lefranc-Duvillard | Marion Berger                       | Andreja Potisk Ribič       |
| 5 marzo 1997     | Les Arcs        | Francia   | SG    | Andreja Potisk Ribič     | Selina Heregger                     | Ruth Kündig                |
| 6 marzo 1997     | Les Arcs        | Francia   | GS    | Sandra Hälldahl          | Martina Fortkord                    | Tiziana De Martin Tropanin |
| 7 marzo 1997     | Les Arcs        | Francia   | SL    | Veronika Kappaurer       | Alenka Dovžan                       | Roberta Serra              |

Legenda:

DH = discesa libera

SG = supergigante

GS = slalom gigante

SL = slalom speciale

### Classifiche

#### Generale
| Pos. | Nome                 | Nazione  | Punti |
| ---- | -------------------- | -------- | ----- |
| 1    | Marianna Salchinger  | Austria  | 1236  |
| 2    | Daniela Ceccarelli   | Italia   | 628   |
| 3    | Ingrid Jacquemod     | Francia  | 620   |
| 4    | Paola Mosca Barberis | Italia   | 574   |
| 5    | Sandra Hälldahl      | Svezia   | 549   |
| 6    | Elena Tagliabue      | Italia   | 547   |
| 7    | Anna Larionova       | Russia   | 530   |
| 8    | Trine Bakke          | Norvegia | 469   |
| 9    | Nataša Bokal         | Slovenia | 455   |
| 10   | Ruth Kündig          | Svizzera | 387   |

#### Discesa libera
| Pos. | Nome                 | Nazione | Punti |
| ---- | -------------------- | ------- | ----- |
| 1    | Marianna Salchinger  | Austria | 610   |
| 2    | Anna Larionova       | Russia  | 469   |
| 3    | Daniela Ceccarelli   | Italia  | 313   |
| 4    | Elena Tagliabue      | Italia  | 272   |
| 5    | Paola Mosca Barberis | Italia  | 239   |

#### Supergigante
| Pos. | Nome                 | Nazione  | Punti |
| ---- | -------------------- | -------- | ----- |
| 1    | Marianna Salchinger  | Austria  | 498   |
| 2    | Paola Mosca Barberis | Italia   | 335   |
| 3    | Daniela Ceccarelli   | Italia   | 308   |
| 4    | Elena Tagliabue      | Italia   | 275   |
| 5    | Andreja Potisk Ribič | Slovenia | 256   |

#### Slalom gigante
| Pos. | Nome                       | Nazione | Punti |
| ---- | -------------------------- | ------- | ----- |
| 1    | Ingrid Jacquemod           | Francia | 484   |
| 2    | Sandra Hälldahl            | Svezia  | 384   |
| 3    | Tiziana De Martin Tropanin | Italia  | 352   |
| 4    | Sonia Viérin               | Italia  | 330   |
| 5    | Martina Fortkord           | Svezia  | 226   |

#### Slalom speciale
| Pos. | Nome           | Nazione   | Punti |
| ---- | -------------- | --------- | ----- |
| 1    | Trine Bakke    | Norvegia  | 469   |
| 2    | Nataša Bokal   | Slovenia  | 409   |
| 3    | Zali Steggall  | Australia | 312   |
| 4    | Mónica Bosch   | Spagna    | 289   |
| 5    | Martina Accola | Svizzera  | 280   |